# Роберто Саад
Роберто Саад (ісп. Roberto Saad; нар. 3 червня 1961) — колишній аргентинський тенісист.
Найвищу одиночну позицію світового рейтингу — 109 місце досяг 23 грудня 1985, парну — 36 місце — 8 серпня 1988 року.
Здобув 2 парні титули.
Найвищим досягненням на турнірах Великого шолома був півфінал в парному розряді.

## Фінали за кар'єру

### Парний розряд (2–2)
| Результат | W/L | Дата | Турнір                       | Покриття | Партнер        | Суперники                    | Рахунок       |
| --------- | --- | ---- | ---------------------------- | -------- | -------------- | ---------------------------- | ------------- |
| Поразка   | 0–1 | 1985 | Melbourne Outdoor, Австралія | Трава    | Бретт Дікінсон | Даррен Кейгілл Пітер Картер  | 6–7, 1–6      |
| Перемога  | 1–1 | 1988 | Сеул, Південна Корея         | Тверде   | Ендрю Кастл    | Гері Доннеллі Джим Грабб     | 6–7, 6–4, 7–6 |
| Перемога  | 2–1 | 1993 | Кіцбюель, Австрія            | Ґрунт    | Хуан Гарат     | Маріус Барнард Том Мерсер    | 6–4, 3–6, 6–3 |
| Поразка   | 2–2 | 1993 | Сан-Марино                   | Ґрунт    | Хуан Гарат     | Даніель Оршанік Оллі Ранасто | 4–6, 6–1, 3–6 |